# باول جيرارد سميث
باول جيرارد سميث (بالإنجليزية: Paul Girard Smith)‏ هو كاتب سيناريو أمريكي، ولد في 14 سبتمبر 1894 في أوماها في الولايات المتحدة، وتوفي في 4 أبريل 1968 في سان دييغو في الولايات المتحدة.

## وصلات خارجية
- باول جيرارد سميث على موقع IMDb (الإنجليزية)
- باول جيرارد سميث على موقع ميوزك برينز (الإنجليزية)
- باول جيرارد سميث على موقع قاعدة بيانات برودواي على الإنترنت (الإنجليزية)
- باول جيرارد سميث على موقع قاعدة بيانات الأفلام السويدية (السويدية)
- باول جيرارد سميث على موقع قاعدة بيانات الفيلم (الإنجليزية)
- باول جيرارد سميث على موقع كينوبويسك (الروسية)